# Demonax leucoscutellatus
Demonax leucoscutellatus là một loài bọ cánh cứng trong họ Cerambycidae.